# 哌罗匹隆
哌罗匹隆（英語：Perospirone），商品名有Lullan、康尔汀，是 2001 年由大日本住友制药在日本推出的非典型抗精神病药，主要用于治疗精神分裂症以及双相情感障碍。

## 医疗用途
其主要用于治疗精神分裂症以及双相情感障碍。

## 副作用

### 常见
锥体外系反应（静坐不能、运动障碍、震颤、肌肉僵硬），失眠，嗜睡，构音障碍，流涎，激越，心律不齐，泌乳素升高

### 偶见
CK(CPK)升高、AST(GT)升高、ALT(GPT)升高

### 罕见
运动功能减退症、强烈肌强直、吞咽困难、心率加快、血压波动、出汗、发热、嘴部的不随意运动、肠麻痹、低钠血症、低渗血症、尿液中钠排泄量增加、高渗尿、惊厥、意识障碍、横纹肌溶解症